# Can Bota
Can Bota és un edifici a tocar del poble de Vallbona d'Anoia catalogat a l'Inventari del Patrimoni Arquitectònic de Catalunya. Els molins a vora de l'Anoia surten documentats des del segle xi. Cal Bota fou primer fariner, que des de principis del segle xix pertanyia a la família Vinyas, establida a Vallbona i coneguda llur casa per cal Bota, s'hi afegí una fàbrica de nocs i s'hi adobaven mantes, burells i altra roba basta fins que la riuada de Sant Bartomeu el 2 d'agost de 1842 s'ho emportà tot. Al reedificar el molí fariner el feren més enllà i va funcionar fins finals del XIX mentre que l'antic espai ocupat anteriorment hi bastiren una fàbrica de filats que es cremà el 1870 i després n'hi fabricaren una altra arrendada a principis de segle XX per Jacinto Rifà. De planta rectangular, construït en desnivell al costat del riu Anoia, presenta el sostre a dues vessants, en teula. L'interior sembla que ha estat reformat moltes vegades. Es conserven restes més antigues que han estat aprofitades per construir-hi l'edifici més modern.